# Працьовитий Микола Вікторович
Микола Вікторович Працьовитий (18 грудня 1959) — український математик, доктор фізико-математичних наук, професор, академік АН ВШ України.

## Наукова діяльність
Наукові інтереси М. В. Працьовитого лежать в області фрактального аналізу та фрактальної геометрії, метричної та ймовірнісної теорії чисел, теорії сингулярних розподілів ймовірностей, теорії неперервних ніде не диференційовних функцій, теорії динамічних систем тощо. Він отримав фундаментальні результати про тополого-метричні й фрактальні властивості математичних об'єктів зі складною локальною будовою (сингулярних мір і розподілів ймовірностей, неперервних в жодній точці недиференційовних функцій, динамічних систем з фрактальними атракторами і репелерами, асимптотичних властивостей динамічних систем з конфліктною взаємодією, перетворень простору, що зберігають фрактальну розмірність тощо), які проливають нове світло на фрактальну геометрію як науку і фрактальну природу математичних моделей реальних об'єктів, процесів і явищ.
М. В. Працьовитий є автором перших в Україні монографій, присвячених фракталам, та близько 300 наукових і науково-методичних публікацій. Його роботи добре відомі як в Україні, так і за її межами.
З 1992 р. керує семінаром з фрактального аналізу, що функціонує в Києві. Керує роботою аспірантів та докторантів, під його керівництвом захистили дисертації 13 кандидатів та 1 доктор наук. Школа М. В. Працьовитого розвиває наукові зв'язки між НПУ імені М. П. Драгоманова та іншими науковими центрами, організовує та бере участь у спільних наукових проектах (проекти DFG, INTAS, Державного фонду фундаментальних досліджень).
Заступник головного редактора збірників наукових робіт «Науковий часопис НПУ імені М. П. Драгоманова. Серія 1. Фізико-математичні науки» і Серія 3. Фізика і математика у вищій і середній школі, «Фрактальний аналіз та суміжні питання», головний редактор збірника студентських наукових робіт «Студентські фізико-математичні етюди», член редколегії журналів «Український математичний журнал», «Математичний вісник НТШ», «Математика в школі», збірників наукових робіт «Дидактика математики: проблеми і дослідження», «Науковий часопис НПУ імені М. П. Драгоманова. Серія 2. Комп'ютерно-орієнтовані системи навчання».
З 2000 до 2006 р. виконував обов'язки експерта та вченого секретаря експертної ради з математики ВАК України. З 2000 р. є членом спеціалізованої вченої ради Д 26.053.03 НПУ імені М. П. Драгоманова із захисту дисертацій за спеціальністю 13.00.02 — теорія і методика навчання математики, фізики, інформатики. З 2007 р. є членом спеціалізованої вченої ради Д 26.206.03 Інституту математики НАН України із захисту дисертацій за спеціальністю 01.01.06 — алгебра і теорія чисел. Неодноразово виступав опонентом на захистах дисертацій.

## Відзнаки
Заслужений діяч науки і техніки України (2010), Соросівський доцент (1995), відмінник освіти України, медаль імені М. В. Остроградського (2001), Лауреат 2012 року премії НАН України імені М. М. Крилова за цикл праць «Фрактальні та апроксимаційні схеми в теорії випадкових процесів та їхні застосування» (у співавторстві) та ін.